# Benjamin Christensen
Benjamin Christensen (znany również jako Benjmain Christie i Richard Beeur) ur. 28 września 1879 w Viborg, zm. 2 kwietnia 1959 w Kopenhadze) – duński reżyser, aktor, scenarzysta i śpiewak.

## Życiorys
W 1901 roku wstąpił do szkoły aktorskiej przy Teatrze Królewskim, pobierając wcześniej, podczas studiów medycznych lekcje śpiewu. Zadebiutował na scenie w roku 1902 w operze Don Giovanni Mozarta. Pierwszy raz wystąpił na dużym ekranie w obrazie Skæbnebæltet z roku 1911. Rozpoczął współpracę z Augustem Blomem, dla którego tworzył swoje pierwsze scenariusze. Jako reżyser zadebiutował w roku 1914 thrillerem Tajemnicze X (Det Hemmelighedsfulde X) zrealizowanym w Danii. Dzięki zastosowanym nowatorskim efektom świetlnym i nowoczesnej narracji, film przyniósł reżyserowi światową sławę. W rok później nakręcił Noc zemsty (Hævnens nat) po czym wyjechał do Szwecji. Największym dziełem Christensena, do dziś uważanym za przełomowe, jest jego paradokument z roku 1922 Czarownica ("Häxan") zrealizowany dla wytwórni Svensk Filmindustri. Był to traktat twórcy, badającego przesądy związane z magią i okultyzmem na przestrzeni wieków, który uznanie wśród wymagających widzów zdobył swym rozmachem i zastosowanymi nowatorskimi efektami fotograficznymi. Nie zyskał jednak popularności wśród masowej publiczności, po jego realizacji reżyser opuścił Szwecję i wyjechał do Niemiec. Podpisał tam kontrakt z UFA, dominującym niemieckim koncernem filmowym i wyreżyserował 3 filmy w tym Jego żona, nieznajoma (Seine Frau, die Unbekannte). Ważnym epizodem w dorobku Duńczyka był występ w 1924 w filmie Mikaël reżyserowanym przez Carla Theodora Dreyera. W rok później wyjechał do Hollywood. W Stanach Zjednoczonych tworzył obrazy zaliczane do nurtu późnego ekspresjonizmu, przez miejscową widownie przyjmowane bez entuzjazmu. Wrócił do Danii, gdzie w latach 30. pracował w teatrze. W latach 1939–1941 realizował filmy utrzymane w realistycznym stylu, osiągając obrazem Dzień rozwodu (Skilsmissens børn) sukces kasowy. Swym ostatnim filmem Dama w jasnych rękawiczkach (Damen med de lyse Handsker) z 1942 udowadnił nierówny poziom swej twórczości, na którą składały się zarówno obrazy nowatorskie, przyjmowane entuzjastycznie przez krytykę, jak i podrzędne melodramaty.

## Filmografia

### Reżyseria
- 1914 Tajemnicze X (Det Hemmelighedsfulde X)
- 1915 Noc zemsty (Hævnens nat)
- 1922 Czarownica (Häxan)
- 1923 Jego żona, nieznajoma (Seine Frau, die Unbekannte)
- 1925 Die Frau mit dem schlechten Ruf
- 1926 Diabelski cyrk (The Devil's Circus)
- 1927 Mockery
- 1928 Nawiedzony dom (The Haunted House)
- 1928 The Hawk's Nest
- 1929 House of Horror
- 1929 Siedem śladów w kierunku szatana (Seven Footprints to Satan)
- 1929 The Mysterious Island
- 1939 Dzień rozwodu (Skilsmissens børn)
- 1940 Dziecko (Barnet)
- 1941 Chodź ze mną do domu (Gå med mig hjem )
- 1942 Dama w jasnych rękawiczkach (Damen med de lyse Handsker)

### Scenariusz
- 1914 Tajemnicze X (Det Hemmelighedsfulde X)
- 1915 Noc zemsty (Hævnens nat)
- 1922 Czarownica (Häxan)
- 1923 Jego żona, nieznajoma (Seine Frau, die Unbekannte)
- 1926 Diabelski cyrk (The Devil's Circus)
- 1927 Mockery
- 1928 Nawiedzony dom (The Haunted House)
- 1929 House of Horror
- 1929 Siedem śladów w kierunku szatana (Seven Footprints to Satan)
- 1939 Dzień rozwodu (Skilsmissens børn)
- 1940 Dziecko (Barnet)
- 1942 Dama w jasnych rękawiczkach (Damen med de lyse Handsker)

### Aktor
- 1911 Skæbnebæltet
- 1913 Scenens børn
- 1913 Lille Klaus og store Klaus
- 1914 Tajemnicze X (Det Hemmelighedsfulde X)
- 1915 Noc zemsty (Hævnens nat)
- 1922 Czarownica (Häxan)
- 1924 Mikaël reż. Carl Theodor Dreyer